# Tugomir
Tugomir je moško osebno ime

## Različice imena
Moške različice imena: Tugo, Tugomer, Tugomil;ženske različice: Tuga, Tugomera, Tugomila, Tugomira

## Tujejezikovne različice imena
- pri Poljakih: Tęgomir

## Izvor imena
Ime Tugomir je slovanskega izvora in izhaja iz imena Togomir, ki je zloženo iz besed togo »močan, krepak« in mir »mir«.

## Pogostost imena
Po podatkih Statističnega urada Republike Slovenije je bilo na dan 31. decembra 2007 v Sloveniji 31 oseb z imenom Tugomir. Ostale različice imena, ki so bile na ta dan tudi uporabljene: Tugomer (5), Tugomira (6).

## Osebni praznik
V koledarju je ime Tugomir uvrščeno k imenu Marija (Žalostna Mati božja), god praznuje 15. septembra, (najbrž po domnevi , da prvi del imena Tugo - izhaja iz beseda túga »žalost«).

## Zanimivost
Tugomir je ime liku istoiimenske Levstikove drame